# Camponotus kiesenwetteri
Camponotus kiesenwetteri é uma espécie de inseto do gênero Camponotus, pertencente à família Formicidae.